# Đông Thuận (xã)
Đông Thuận là một xã thuộc thành phố Cần Thơ, Việt Nam.

## Địa lý
Xã Đông Thuận có vị trí địa lý:
- Phía đông giáp xã Đông Hiệp và xã Thới Lai
- Phía tây giáp tỉnh An Giang
- Phía nam giáp xã Trường Xuân
- Phía bắc giáp xã Cờ Đỏ.

Xã Đông Thuận có diện tích 60,89 km², dân số năm 2024 là 24.586 người, mật độ dân số đạt 403 người/km².

## Lịch sử
Ngày 20 tháng 9 năm 1975, Bộ Chính trị ban hành Nghị quyết số 245-NQ/TW về việc hợp nhất tỉnh Cần Thơ (ngoại trừ huyện Thốt Nốt), tỉnh Sóc Trăng, tỉnh Trà Vinh, tỉnh Vĩnh Long thành một tỉnh, tên gọi tỉnh mới cùng với nơi đặt tỉnh lỵ sẽ do địa phương đề nghị lên.
Ngày 20 tháng 12 năm 1975, Bộ Chính trị ban hành Nghị quyết số 19/NQ về việc hợp nhất tỉnh Cần Thơ (bao gồm cả huyện Thốt Nốt của tỉnh Long Xuyên), tỉnh Sóc Trăng thành một tỉnh mới, tên gọi tỉnh mới cùng với nơi đặt tỉnh lỵ sẽ do địa phương đề nghị lên.
Ngày 24 tháng 2 năm 1976, Chính phủ Cách mạng lâm thời Cộng hòa miền Nam Việt Nam ban hành Nghị định số 3/NQ/1976 về việc hợp nhất tỉnh Cần Thơ, tỉnh Sóc Trăng và thành phố Cần Thơ thành một tỉnh mới, lấy tên là tỉnh Hậu Giang.
Ngày 28 tháng 3 năm 1983, Hội đồng Bộ trưởng ban hành Quyết định số 21-HĐBT về việc chia xã Thới Đông thành 5 xã: Đông Bình, Đông Thuận, Thới Đông, Thới Phước, Thới Xuân.
Ngày 21 tháng 12 năm 1991, Ban Tổ chức – Cán bộ của Chính phủ ban hành Quyết định về việc sáp nhập xã Đông Bình thuộc huyện Ô Môn vào xã Đông Thuận.
Ngày 21 tháng 4 năm 1998, Chính phủ ban hành Nghị định số 21/1998/NĐ-CP về việc thành lập xã Đông Bình thuộc huyện Ô Môn trên cơ sở điều chỉnh 2.770,56 ha diện tích tự nhiên và 6.720 nhân khẩu của xã Đông Thuận.
Sau khi điều chỉnh địa giới hành chính, xã Đông Thuận có 3.201,17 ha diện tích tự nhiên và 7.134 nhân khẩu.
Ngày 26 tháng 11 năm 2003, Quốc hội ban hành Nghị quyết số 22/2003/QH11 về việc chia tỉnh Cần Thơ thành thành phố Cần Thơ trực thuộc trung ương và tỉnh Hậu Giang.
Ngày 2 tháng 1 năm 2004, Chính phủ ban hành Nghị định số 05/2004/NĐ-CP về việc:
- Thành lập huyện Cờ Đỏ thuộc thành phố Cần Thơ.
- Chuyển xã Đông Bình và xã Đông Thuận thuộc huyện Ô Môn về huyện Cờ Đỏ mới thành lập quản lý.

Ngày 23 tháng 12 năm 2008, Chính phủ ban hành Nghị định số 12/NĐ-CP về việc:
- Thành lập huyện Thới Lai thuộc thành phố Cần Thơ.
- Chuyển xã Đông Bình và xã Đông Thuận thuộc huyện Cờ Đỏ về huyện Thới Lai mới thành lập quản lý.

Ngày 12 tháng 6 năm 2025, Quốc hội ban hành Nghị quyết số 202/2025/QH15 về việc sắp xếp đơn vị hành chính cấp tỉnh (nghị quyết có hiệu lực từ ngày 12 tháng 6 năm 2025). Theo đó, sáp nhập tỉnh Hậu Giang và tỉnh Sóc Trăng vào thành phố Cần Thơ.
Ngày 16 tháng 6 năm 2025:
- Quốc hội ban hành Nghị quyết số 203/2025/QH15[13] về việc Sửa đổi, bổ sung một số điều của Hiến pháp nước Cộng hòa xã hội chủ nghĩa Việt Nam. Theo đó, kết thúc hoạt động của đơn vị hành chính cấp huyện trong cả nước từ ngày 1 tháng 7 năm 2025.
- Ủy ban Thường vụ Quốc hội ban hành Nghị quyết số 1668/NQ-UBTVQH15[14] về việc sắp xếp các đơn vị hành chính cấp xã của thành phố Cần Thơ năm 2025 (nghị quyết có hiệu lực từ ngày 16 tháng 6 năm 2025). Theo đó, thành lập xã Đông Thuận thuộc thành phố Cần Thơ trên cơ sở toàn bộ 29,60 km² diện tích tự nhiên, quy mô dân số là 11.467 người của xã Đông Bình và toàn bộ 31,29 km² diện tích tự nhiên, quy mô dân số là 13.119 người của xã Đông Thuận thuộc huyện Thới Lai.

Xã Đông Thuận có 60,89 km² diện tích tự nhiên và quy mô dân số là 24.586 người.